# R.A.M.B.O.
R.A.M.B.O. ist eine Vegan-Straight-Edge-Hardcore-Punk-Band. Sie stammte aus Philadelphia.

## Geschichte
Als erste Veröffentlichung der Band erschien 2000 in Eigenregie das Album No Circle Pits in Heaven. Das Akronym wurde zur Zeit des offiziellen Debütalbums Wall of Death the System (u. a. 625 Thrashcore) mit „revolution anarchy mosh bike overthrow“ aufgeschlüsselt. Es folgten Touren u. a. in Malaysia, Thailand, Indonesien und Australien. Für das zweite Studioalbum Bring It! (Havoc Records) wandelte sich die Bedeutung des Akronyms dann in „Resisting American Military Business Operation“.

## Stil
In einer Besprechung zur LP-Veröffentlichung des zweiten Albums schrieb das Ox-Fanzine die Musik als „rasend schnell gespielten Hardcore“. Als Referenzen wurden die Crust-Band His Hero Is Gone sowie „mit Abstrichen“ die Hardcore-Punk-Band Tragedy genannt.

## Diskografie
- 2000: No Circle Pits in Heaven (Eigenveröffentlichung)
- 2001: Wall of Death the System (625 Thrashcore, Time Up Records, Sengketa Records, Assault Records)
- 2002: Rambo / Crucial Unit (Split-Veröffentlichung mit Crucial Unit; Ed Walters Records)
- 2003: Caustic Christ / R.A.M.B.O.  (Split-Veröffentlichung mit Caustic Christ; Busted Heads Records, Havoc Records)
- 2005: Bring It! (Havoc Records)
- 2022: Defy Extinction (Relapse Records)